# Župa sv. Nikole biskupa (Žumberak)
Župa sv. Nikole biskupa u Žumberku župa je Zagrebačke nadbiskupije. 

## Povijest
Selo i župa Žumberak spominju se u prvom popisu župa Zagrebačke biskupije iz 1334. godine. Župna crkva svetog Nikole biskupa i župa spominju se i 1349. godine u sporu oko prikupljanja desetine. U 14. stoljeću područje Žumberka pripojeno je Akvilejskoj patrijaršiji. Od 15. stoljeća Osmanlije preko Žumberka vrše prodore u Kranjsku, te je mnogo žitelja tog prostora pobijeno i raseljeno. Habsburška uprava kasnije naseljava ovo područje. Od 1789. godine župa je ponovno u sastavu Zagrebačke biskupije.

## Ustroj
Sjedište župe je selo Žumberak (Bernardići), a pripadaju joj i sela Kupčina Žumberačka, Stupe, Žamarija, Markušići, Bartakovići, Željezno Žumberačko i Veliki Vrh. Do 1996. godine ovom župom upravljao je oštrčki župnik Mirko Žabčić.Trenutno župom upravlja župnik župe Pribić. 

## Sakralni objekti
Na podrućju župi nalaze se župna crkva sv. NIkole biskupa i dvije kapele. Kapela sv. Roka nalazi se u Žumberačkoj Kupčini, a kapela Srca Isusova u Markušićima.

## Vanjske poveznice
Mrežna mjesta
- Župa sv. Nikole biskupa Žumberak, na stranicama Zagrebačke nadbiskupije
- Ana Azinović Bebek, Andrej Janeš, Groblje oko crkve sv. Nikole biskupa u Žumberku (2016.)